# Sean O'Bryan
Sean Michael O'Bryan (nacido el 10 de septiembre de 1963) es un actor de cine y televisión estadounidense de Louisville, Kentucky. Asistió y se graduó de la escuela secundaria St. Xavier.

## Carrera
Coprotagonizó junto a William Ragsdale la serie Brother's Keeper. Sus primeros trabajos televisivos incluyen papeles invitados en series de televisión como Married... with Children, MacGyver, Northern Exposure, Cold Case, Diagnosis: Murder, Quantum Leap, Murder, She Wrote, Chicago Hope, Roswell (Temporada 3,,, episodio 9), Roseanne (Temporada 8,, episodio 19), Six Feet Under, Mentes criminales, The King of Queens y Dexter. Sus créditos televisivos más recientes incluyen CSI, Bones, Melissa & Joey, Hot In Cleveland, El mentalista, Leverage. Aparece en el papel recurrente de Ron Donahue en The Middle.
Sus créditos cinematográficos incluyen Chaplin, Marea roja, Phenomenon, Exit to Eden, Out to Sea, Big Fat Liar, Detective, Deck the Halls, I'll Be Home For Christmas, Yes Man, Vantage Point y ambas películas de The Princess Diaries. Sus películas más recientes incluyen Playing for Keeps, Olympus Has Fallen, London Has Fallen y Mother's Day.

## Vida personal
O'Bryan se mudó a Los Ángeles a principios de la década de 1990, donde ahora reside con su esposa, la actriz Samantha Follows (hermana de la actriz canadiense-estadounidense Megan Follows), y sus dos hijas.

## Filmografía[2]

### Películas
| Año  | Título                                   | Papel                      | Notas                           |
| ---- | ---------------------------------------- | -------------------------- | ------------------------------- |
| 1991 | Frankie and Johnny                       | Bobby                      |                                 |
| 1992 | Chaplin                                  | Lewis Seeley               |                                 |
| 1993 | Heart and Souls                          | John McBride               |                                 |
| 1994 | Exit to Eden                             | Tommy                      |                                 |
| 1994 | Atrapados en el paraíso                  | Dick Anderson              |                                 |
| 1995 | Marea roja                               | Phone Talker               |                                 |
| 1996 | Phenomenon                               | Banes                      |                                 |
| 1997 | The Twilight of the Golds                | Steven                     |                                 |
| 1998 | I'll Be Home for Christmas               | Max                        |                                 |
| 1999 | Nice Guys Sleep Alone                    | Carter                     |                                 |
| 2000 | 9mm of Love                              | Michael                    | Cortometraje                    |
| 2001 | The Princess Diaries                     | Patrick O'Connell          |                                 |
| 2002 | Big Fat Liar                             | Leo                        |                                 |
| 2004 | The Princess Diaries 2: Royal Engagement | Patrick O'Connell          |                                 |
| 2005 | Tom's Nu Heaven                          | Father Bill Mitchell       | Coproductor                     |
| 2005 | Automatic                                | Brad Miller                | Coproductor                     |
| 2006 | Misión imposible 3                       | Party Goer                 |                                 |
| 2006 | Deck the Halls                           | Alcalde Young              |                                 |
| 2008 | Vantage Point                            | Cavic                      |                                 |
| 2008 | Reproductor 5150                         | Jerry                      |                                 |
| 2008 | The Dark Horse                           | Purse Snatcher             | Cortometraje                    |
| 2008 | Kink                                     | Guy Lysander               | Cortometraje, coproductor       |
| 2008 | The Coverup                              | Jack Booker                |                                 |
| 2008 | Yes Man                                  | Ted                        |                                 |
| 2011 | JumpRopeSprint                           | Eddie Ruggle               |                                 |
| 2011 | New Year's Eve                           | Pastor Edwin               | Segmento: "Ahern Party"         |
| 2012 | Playing for Keeps                        | Entrenador asistente Jacob |                                 |
| 2012 | Heaven                                   | Clerk                      | Cortometraje                    |
| 2013 | Olympus Has Fallen                       | Ray Monroe                 |                                 |
| 2014 | Puncture Wounds                          | Detective Farragut         | Also known as A Certain Justice |
| 2014 | Ice Cream Wallah                         | Sean                       | Cortometraje                    |
| 2014 | Irreconcilable                           | Tommy                      | Cortometraje                    |
| 2014 | Dawn Patrol                              | Mace                       |                                 |
| 2016 | London Has Fallen                        | Ray Monroe                 |                                 |
| 2016 | The Making of "London Has Fallen"        | Él mismo                   | Documental                      |
| 2016 | Get a Job                                | Alan Fredricks             |                                 |
| 2016 | Mother's Day                             | Policía masculino          |                                 |
| 2016 | Don't Tell Kim                           | Eddie Ruggle               |                                 |
| 2016 | Smoke Filled Lungs                       | Ted                        |                                 |
| 2016 | Squeal                                   | Williams                   | Cortometraje                    |
| 2016 | Boulevard of Unspoken Dreams             | Turista                    | Cortometraje                    |
| 2017 | Beatriz at Dinner                        | Guardia de seguridad       |                                 |
| 2017 | First Night                              | Sicario                    | Cortometraje                    |
| 2017 | The Fix                                  | Vince                      |                                 |
| 2018 | Golden Boy                               | Johnny                     |                                 |
|      | Rust Creek                               | Sheriff O'Doyle            |                                 |
| 2019 | Vaseline                                 | Dr. Larry                  | Cortometraje                    |
| 2019 | The Derailers                            | Merlin                     | Cortometraje                    |
| 2020 | Jumping the Gun                          | Eddie Ruggle               |                                 |
| 2020 | The Stand at Paxton County               | Vin Scurlock               |                                 |
| 2021 | Boy Makes Girl                           | Paulie                     |                                 |
| 2023 | Missing                                  | Locutor de radio           |                                 |

### Televisión
| Año       | Título                             | Papel                                            | Notas                                                                     |
| --------- | ---------------------------------- | ------------------------------------------------ | ------------------------------------------------------------------------- |
| 1991      | MacGyver                           | Willie                                           | Temporada 7, episodio 2: "The 'Hood"                                      |
| 1991      | Sibs                               | Luke                                             | Episodio 5: "The Gift"                                                    |
| 1992      | Quantum Leap                       | Phillip Ashcroft                                 | Temporada 4,, episodio 12: "Running for Honor - June 11, 1964"            |
| 1992      | Northern Exposure                  | Kenny                                            | Temporada 3, episodio 18: "My Mother, My Sister"                          |
| 1992-1995 | Murder, She Wrote                  | Steve Burke / Paul Hampton / Charlie D. McCumber | 3, episodios                                                              |
| 1993      | Marked for Murder                  |                                                  | Película de televisión                                                    |
| 1993      | La leyenda del Príncipe Valiente   | Sir Geoffrey                                     | Voz, temporada 2, episodio 23: "The Blackest Poison"                      |
| 1993      | Beverly Hills, 90210               | Charlie Dixon                                    | Temporada 4, episodio 4: "Greek to Me"                                    |
| 1993      | Married... with Children           | Neuter                                           | Temporada 8, episodio 6: "No Chicken, No Check"                           |
| 1993      | Picket Fences                      | Larry                                            | Temporada 2, episodio 2: "Duty Free Rome"                                 |
| 1995      | Pig Sty                            | Joe "Iowa" Dantley                               | Protagonista; 13, episodios                                               |
| 1995      | Here Come the Munsters             | Detective Cartwell                               |                                                                           |
| 1996      | Roseanne                           | Doug                                             | Temporada 8, episodio 19: "Springtime for David"                          |
| 1996      | The Pretender                      | Bradley DuMonte                                  | Temporada 1, episodio 5: "The Paper Clock"                                |
| 1996      | Mary &amp; Tim                     |                                                  | Película de televisión                                                    |
| 1997      | Cielo negro                        | Ray Loengard                                     | Episodio 11: "The Enemy Within"                                           |
| 1997      | Touched by an Angel                | Jake Monroe                                      | Temporada 3, episodio 21: "Have You Seen Me?"                             |
| 1997      | Chicago Hope                       | Asistente de vuelo Ken                           | Temporada 4, episodio 8: "Winging It"                                     |
| 1997      | Fame L.A.                          |                                                  | Episodio 9: "Who Do You Love?"                                            |
| 1997      | Jenny                              | Ethan                                            | Episodio 8: "A Girl's Gotta Love a Wedding"                               |
| 1998      | Two Guys, a Girl and a Pizza Place | Ted                                              | Temporada 1, episodio 3: "Two Guys, a Girl and a Guy"                     |
| 1998-1999 | Brother's Keeper                   | Bobby Waide                                      | Protagonista; 23, episodios                                               |
| 1998-1999 | TGIF                               | Él mismo                                         | 5 episodios                                                               |
| 1999      | A Touch of Hope                    |                                                  | Película de televisión                                                    |
| 1999      | Jack &amp; Jill                    | Stan                                             | Temporada 1, episodio 8: "Men Will Be Boys"                               |
| 2000      | The King of Queens                 | Marc Shropshire                                  | Temporada 2, episodio 18: "The Shmenkmans"                                |
| 2000      | The Huntress                       | Chick Talman                                     | Episodio 8: "Partners"                                                    |
| 2000      | Family Law                         | Greg Philner                                     | Temporada 2, episodio 2: "One Mistake"                                    |
| 2000      | Diagnosis: Murder                  | Dave Caine                                       | Temporada 8, episodio 2: "Blind Man's Bluff"                              |
| 2001      | Providence                         | Dr. Rick Rozelli                                 | Temporada 3, episodio 17: "Exposure"                                      |
| 2001      | Becker                             | Randy                                            | Temporada 4, episodio 6: "Get Me Out of Here"                             |
| 2001      | Roswell                            | Warren Turner                                    | Temporada 3, episodio 9: "Samuel Rising"                                  |
| 2001      | True Love                          |                                                  | Película de televisión                                                    |
| 2002      | Grounded for Life                  | Paul Ferris                                      | Temporada 2, episodio 16: "Relax!"                                        |
| 2002      | Felicity                           | Paul                                             | Temporada 4, episodio 14: "Raising Arizona"                               |
| 2002      | Julie Lydecker                     |                                                  | Película de televisión                                                    |
| 2003      | JAG                                |                                                  | Temporada 9, episodio 4: "The One That Got Away"                          |
| 2003      | Las Vegas                          | Bill                                             | Temporada 1, episodio 9: "Year of the Tiger"                              |
| 2003      | Abby                               | Roger Tomkins                                    | Protagonista; 10 episodios                                                |
| 2004      | A Place Called Home                | Dave                                             | Película de televisión                                                    |
| 2004      | The Drew Carey Show                | Dean                                             | Temporada 9, episodio 17: "Straight Eye for the Queer Guy"                |
| 2004      | Crossing Jordan                    | Jake Gerloff                                     | Temporada 4, episodio 2: "Out of Sight"                                   |
| 2004      | Center of the Universe             | Gary                                             | Episodio 2: "The Lake House"                                              |
| 2004      | NCIS                               | David Shields                                    | Temporada 2, episodio 6: "Terminal Leave"                                 |
| 2005      | Detective                          | Elroy Doil                                       | Película de televisión                                                    |
| 2005      | Six Feet Under                     | Tom Wheeler                                      | 3 episodios                                                               |
| 2006      | In Justice                         | Clark Sanders                                    | Episodio 5: "Another Country"                                             |
| 2006      | Sin rastro                         | Dr. Jeremy Burton                                | Temporada 5, episodio 3: "911"                                            |
| 2007      | Mentes criminales                  | Vincent Stiles                                   | Temporada 2, episodio 19: "Ashes and Dust"                                |
| 2007      | Private Practice                   | Dave Walker                                      | Temporada 1, episodio 2: "In Which Sam Receives an Unexpected Visitor..." |
| 2007      | Two Families                       |                                                  | Película de televisión                                                    |
| 2008      | Cold Case                          | Steve Pratt '73                                  | Temporada 6, episodio 1: "Glory Days"                                     |
| 2008      | Family Man                         | Dwayne                                           | Película de televisión                                                    |
| 2009      | Hatching Pete                      | Leon Ivey                                        | Película de televisión                                                    |
| 2009      | FlashForward                       | Father Seabury                                   | Episodio 4: "Black Swan"                                                  |
| 2009      | Lie to Me                          | Tom McHenry                                      | Temporada 2, episodio 4: "Honey"                                          |
| 2009      | Ghost Whisperer                    | David Miller                                     | Temporada 5, episodio 9: "Lost in the Shadows"                            |
| 2010      | Persons Unknown                    | Bill Blackham                                    | Protagonista; 13 episodios                                                |
| 2010      | Dexter                             | Dan Mendell                                      | 2 episodios                                                               |
| 2011      | CSI: Crime Scene Investigation     | Reverend Rebetti                                 | Temporada 11, episodio 14                                                 |
| 2011      | Cinema Verite                      | Johnny Hall                                      | Película de televisión                                                    |
| 2011      | Bones                              | Mike Shenfield                                   | Temporada 6, episodio 21: "The Signs in the Silence"                      |
| 2011      | Melissa & Joey                     | Paul Reback                                      | Temporada 1, episodio 23: "Going the Distance?"                           |
| 2011      | Hot in Cleveland                   | Andy                                             | Temporada 3, episodio 5: "One Thing or a Mother"                          |
| 2011-2018 | The Middle                         | Ron Donahue                                      | 21 episodios                                                              |
| 2012      | Leverage                           | Kip Bryden                                       | Temporada 5, episodio 3: "The First Contact Job"                          |
| 2012      | ¡Buena suerte, Charlie!            | Mr. Hammerstone                                  | 2 episodios                                                               |
| 2013      | Mary and Martha                    | Senator                                          | Película de televisión                                                    |
| 2014      | El mentalista                      | Emmett Fitzgerald                                | Temporada 6, episodio 14: "Grey Water"                                    |
| 2014      | Sweet Surrender                    | Steve                                            | Película de televisión                                                    |
| 2014      | Glee                               | Roric                                            | Temporada 5, episodio 19: "Old Dog, New Tricks"                           |
| 2014-2015 | Scotch Moses                       | The Boss / The Robber                            | 2 episodios                                                               |
| 2015      | Table 58                           | Coach Peterson                                   | Película de televisión                                                    |
| 2015      | Whitney                            | Hotel Manager                                    | Película de televisión                                                    |
| 2015      | Banish'd                           | King Norther                                     | Episodio: "Pilot"                                                         |
| 2015      | Workaholics                        | Dave                                             | Temporada 5, episodio 12: "Peyote It Forward"                             |
| 2015      | The House Sitter                   | Kyle Lawrence                                    | Película de televisión                                                    |
| 2016      | Agent Carter                       | Detective Andrew Henry                           | Temporada 2, episodio 1: "The Lady in the Lake"                           |
| 2016      | Murder in the First                | Sam Rydell                                       | 3 episodios                                                               |
| 2016      | Adam Ruins Everything              | Bruce                                            | Temporada 1, episodio 18: "Adam Ruins Immigration"                        |
| 2017      | Two Sentence Horror Stories        | Jefferey                                         | Temporada 1, episodio 5: "Second Skin"                                    |
| 2018      | NCIS: Los Angeles                  | Gavin Teed                                       | Temporada 9, episodio 12: "Under Pressure"                                |
| 2018      | Code Black                         | Dr. Edlen                                        | Temporada 3, episodio 12: "As Night Comes and I'm Breathing"              |
| 2018      | Christmas Break-In                 | Pete Rush                                        | Película de televisión                                                    |
| 2018      | Engaged to a Psycho                | Chandler                                         | Película de televisión                                                    |
| 2018      | Superstore                         | Ted                                              | Temporada 4, episodio 8: "Managers' Conference"                           |
| 2018      | Vows: A Life Sentence              | Bernie                                           | Película de televisión                                                    |
| 2018      | Borderline Talent                  | Bill                                             | Miniserie                                                                 |
| 2019      | The Unicorn                        | Jim                                              | Temporada 1, episodio 8: "Turkeys and Traditions"                         |
| 2019      | Dealbreakers                       | Bill                                             | Temporada 1, episodio 1: "Dealbreakers"                                   |
| 2019      | Nice Iranian Girl                  | Jim                                              | Episodio: "Chapter 1"                                                     |
| 2020      | The Real Bros of Simi Valley       | Amigo de Jeff y Sandy                            | Temporada 3, episodio 3: "Decaf Kush"                                     |
| 2020      | Shameless                          | George                                           | 2 episodios                                                               |
| 2021      | 9-1-1: Lone Star                   | Dueño del campo minado                           | Temporada 2, episodio 6: "Everyone and Their Brother"                     |